# O Físico Prodigioso
O Físico Prodigioso é uma novela de Jorge de Sena, publicado pela primeira vez em 1966 na coletânea "Novas Andanças do Demónio" e individualmente em 1977.
Como origem desta novela de Jorge de Sena foram usados dois exemplos do "quatrocentista" Orto do Esposo.

## Sinopse
Um jovem e bonito médico da Idade Média possuía poderes extraordinários concedidos pelo demónio, a quem deve favores sexuais, mas que é a sua fonte de obtenção de poderes mágicos e sexuais. Dirige-se a um castelo de uma jovem viúva que morre de amor e que ele cura.
Os seus poderes sexuais miraculosos, que ele utiliza para benefício de muitos dos residentes do castelo, inclui os mortos, que o maravilhoso médico ressuscita e restaura os prazeres do amor sexual.
Mas aqui termina o reinado de maravilhas do médico, pois este colide com as forças da ordem estabelecida, representadas pelas antigas figuras inquisicionais. O médico é perseguido, condenado por não exercer a medicina dentro das características do tempo, com um pouco de bruxaria e de ciências ocultas. É torturado para se obter uma confissão e deixado a morrer. O amor triunfa no fim, mas na pessoa de outro físico que emerge para substituir o primeiro.